# Квинт Лигарий
Квинт Лига́рий (лат. Quintus Ligarius; умер, предположительно, в конце 43 или 42 года до н. э., Римская республика) — римский военачальник и политический деятель, один из убийц Гая Юлия Цезаря. Был легатом в провинции Африка с 50 года до н. э., участвовал в гражданской войне на стороне Гнея Помпея «Великого», попал в плен и был прощён Цезарем. В 46 году до н. э. его судили по обвинению в измене, но оправдали благодаря защите Марка Туллия Цицерона. В 44 году до н. э. Квинт Лигарий стал участником заговора и убийства Цезаря.

## Происхождение
Квинт Лигарий был уроженцем сабинского края и одним из трёх братьев — наряду с Титом Лигарием и ещё одним братом (возможно, носившим преномен «Гай» или «Публий»). Все трое вошли в состав высшего сословия, став «новыми сенаторами». При этом хорошими связями и влиянием они не обладали; такой вывод исследователи делают из того факта, что друзья Квинта, перечисленные в речи в его защиту Марком Туллием Цицероном (Луций Марций, Гай Цезеций, Луций Корфидий), нигде больше не упоминаются. Возможно, братья являются единственными, известными истории, носителями номена «Лигарий» (Ligarius). Их отец не фигурирует в источниках, их мать была сестрой некоего Тита Брокха.

## Биография
Первые упоминания о Квинте Лигарии в сохранившихся источниках относятся к 50 году до н. э., когда он был легатом при наместнике Африки Гае Консидии Лонге. В этом качестве Квинт зарекомендовал себя с самой лучшей стороны, так что Лонг, уезжая на родину в конце года, оставил провинцию на него до прибытия преемника. По словам Цицерона, Лигарий долго отказывался от этой миссии, но был вынужден подчиниться. В январе 49 года до н. э. началась гражданская война между Гаем Юлием Цезарем и Гнеем Помпеем «Великим»; сторонник последнего Публий Аттий Вар, предшественник Лонга на посту пропретора Африки, приехал в эту провинцию и взял власть в свои руки, а Лигарий стал легатом при нём. Когда к Утике приблизился назначенный сенатом новый наместник, Луций Элий Туберон, Квинт не позволил ему причалить к берегу и даже не дал пополнить запасы питьевой воды. Его не смягчило и то, что сын Туберона был болен. По словам Марка Туллия Цицерона, с Элиями обошлись «самым оскорбительным образом», так что им пришлось уехать на Балканы, к Помпею. Последний молчаливо одобрил действия Лигария и Вара.
В последующие годы Квинт находился в Африке, где постепенно собрались все вожди помпеянцев. Он примкнул к той же «партии», причём не играл в ней видной роли и не принимал активного участия в военных действиях: по словам Цицерона, он всего лишь «был застигнут войной». В апреле 46 года до н. э. Цезарь разгромил помпеянцев при Тапсе. Лигарий, командовавший вместе с Гаем Консидием Петом гарнизоном Гадрумета, тут же сдал этот город победителю без боя. Цезарь сохранил ему жизнь, но не разрешил вернуться в Рим: он не хотел сразу давать полное прощение тем своим врагам, которые продолжали борьбу после битвы при Фарсале. Квинту пришлось оставаться в изгнании. Тем временем в Риме за него активно хлопотали братья и Марк Туллий Цицерон. Последний написал Квинту в сентябре 46 года до н. э.: «Знай, весь труд, все усилия, заботы и рвение я трачу ради твоего восстановления в правах… Когда твои братья и близкие лежали у его ног, а я излагал всё то, чего требовало твоё дело, …то не только из слов Цезаря, вполне благожелательных, но и по выражению его лица …я сделал вывод, что в твоём восстановлении в правах не может быть сомнений».
Когда Цезарь уже был готов разрешить Лигарию вернуться, возникло новое препятствие. Отец и сын Тубероны, Луций и Квинт, оставались врагами Лигария; они примирились с Цезарем сразу после Фарсала, и теперь решили отомстить за былые обиды. Туберон-младший заочно предъявил Лигарию обвинение в государственной измене — заключении союза с царём Нумидии Юбой, открытым врагом Рима. Суд вершил сам Цезарь как диктатор, и речь, по-видимому, шла о жизни Квинта. При этом судья заранее считал дело решённым: по словам Плутарха, Гай Юлий открыто называл Лигария негодяем и своим врагом. Но защитник, Марк Туллий Цицерон, произнёс проникновенную речь, в которой констатировал, что обвинитель в своё время тоже сражался в рядах помпеянцев, обвинял Туберона в излишней жестокости, называл подсудимого жертвой обстоятельств, против своей воли втянутой в гражданскую войну. Непосредственно о союзе с Юбой оратор не сказал почти ничего, ограничившись намёками на то, что вину должны нести более высокопоставленные помпеянцы — к тому моменту уже мёртвые. Цезаря эта речь очень взволновала. «Сломленный, он был вынужден простить Лигарию его вину» (в октябре 46 года до н. э.).
Речь Цицерона «В защиту Лигария» была вскоре издана и имела огромный успех. Благодаря этому и Квинт впервые в своей жизни получил известность. Вскоре после суда он вернулся в Рим, а уже в начале 44 года до н. э. стал участником заговора, целью которого было убийство Цезаря; в числе заговорщиков называет Лигария Аппиан. Предположительно, именно Квинта имеет в виду Плутарх, рассказывая о Гае Лигарии, который с готовностью откликнулся на предложение Марка Юния Брута примкнуть к заговору, хотя и был болен.
Неизвестно, когда и при каких обстоятельствах закончилась жизнь Квинта. Фридрих Мюнцер предположил, что Лигарий погиб вместе с рядом других убийц Цезаря на Востоке в конце 42 года до н. э., в битве при Филиппах или сразу после неё. Российский антиковед Алексей Егоров считает, что Квинт — один из двух братьев Лигариев, упомянутых у Аппиана: в 43 году до н. э. эти братья попали в проскрипционные списки, прятались под печкой, но были выданы собственными рабами и убиты.